# Ochranná výchova
Ochranná výchova je opatření uložené soudem ukládané za protiprávní jednání mladistvého (tedy mezi 15. a 18. rokem věku). Soud toto opatření nařizuje v rámci řízení podle zákona o soudnictví ve věcech mládeže (na rozdíl od uložení ústavní výchovy v občanskoprávním řízení). 
Hlavním účelem ochranné výchovy je ochrana společnosti před nebezpečím spáchání dalších provinění, ale i ochrana duševního, mravního a sociálního vývoje mladistvého. Institut ochranné výchovy slouží jako nižší forma sankce než trest odnětí svobody.

## Podmínky pro uložení opatření
Ochranná výchova může být uložena ve dvou případech:[rozpor]
- mladistvému – v případě mladistvých se ochranná výchova ukládá v trestním řízením soudem, pokud je splněna alespoň jedna ze tří následujících podmínek:
  1. o výchovu mladistvého není náležitě postaráno
  2. dosavadní výchova mladistvého byla zanedbána
  3. prostředí, v němž mladistvý žije, neposkytuje záruku dobré výchovy

## Doba trvání a místo výkonu
Ochranná výchova trvá tak dlouho, dokud není dosažena náprava, nejdéle však do dovršení 18. roku mladistvého, vyžaduje-li to zájem mladistvého, může soud pro mládež ochrannou výchovu prodloužit do dovršení jeho devatenáctého roku.
Opatření se vykonává ve výchovných zařízeních rezortu Ministerstva školství mládeže a tělovýchovy ČR, přičemž soud se snaží o zajištění zařízení, kde bude dítě nebo mladistvý pobývat v blízkosti jeho rodinných příslušníků nebo jiných blízkých osob. Ve výchovném zařízení je dětem nebo mladistvým poskytováno plné zaopatření – ubytování, strava, ošacení, učební pomůcky a hrazení nutných nákladů na vzdělání, zdravotní služby nebo kapesné pro osobní potřebu. Možnými zařízeními jsou:
- diagnostický ústav
- dětský domov
- dětský domov se školou
- výchovný ústav

## Legislativa
Hlavním legislativním pramenem je Zákon č. 109/2002 Sb. o výkonu ústavní výchovy nebo ochranné výchovy ve školských zařízeních a o preventivně výchovné péči ve školských zařízeních a o změně dalších zákonů. K dalším předpisům upravujícím tuto problematiku patří:
- zákon o soudnictví ve věcech mládeže (č 218/2003 Sb.)

- Trestní zákoník
- Občanský zákoník
- zákon č. 359/1999 Sb. o sociálně-právní ochraně dětí
- zákon č. 372/2011 Sb. o zdravotních službách.